# Hanada Kiyoteru

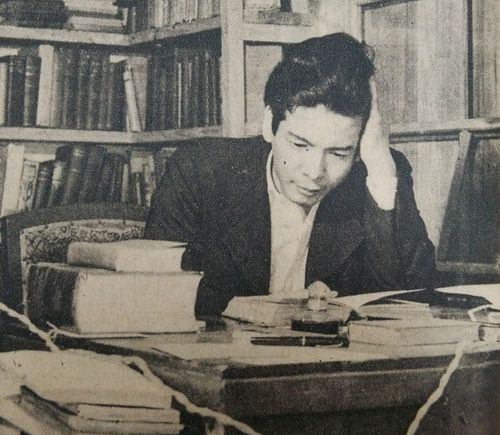
Hanada Kiyoteru

Hanada Kiyoteru (japanisch 花田 清輝; * 29. März 1909 in Fukuoka, Präfektur Fukuoka; † 23. September 1974) war ein japanischer Literaturkritiker.

## Leben und Wirken
Hanada Kiyoteru machte seinen Studienabschluss an der Universität Kyōto. Während des Weltkriegs gründete er 1939 das Magazin Bunka Soshiki, in dem er viele Essays veröffentlichte, die sich gegen den Militarismus in Japan wandten.
Nach dem Weltkrieg war er Mitarbeiter der Zeitschrift Kindai Bungaku und machte sich vor allem um die Förderung der avantgardistischen Literatur in Japan verdient. Bekannt wurde er durch die Sammlung antifaschistischer Essays, die er 1946 unter dem Titel Fukkōki no seishin veröffentlichte. 1948 gründete er zusammen mit Tarō Okamoto die Avantgarde-Künstlergruppe Yoru no kai. Zwischen 1963 und 1966 erschien Hanada Kiyotera chosaku-shū, eine Ausgabe seiner gesammelten Werke.

## Quelle
- Louis Frédéric: Japan Encyclopedia. Harvard University Press, 2002, ISBN 0-674-00770-0, S. 283 (englisch, eingeschränkte Vorschau in der Google-Buchsuche – französisch: Japon, dictionnaire et civilisation. Übersetzt von Käthe Roth).